# Megaphthalmoides japonicus
Megaphthalmoides japonicus är en tvåvingeart som beskrevs av Ozerov 2008. Megaphthalmoides japonicus ingår i släktet Megaphthalmoides och familjen kolvflugor. Inga underarter finns listade i Catalogue of Life.